# 피겨스케이팅 그랑프리 파이널
피겨 스케이팅 그랑프리 파이널(Grand Prix of Figure Skating Final) 또는 그랑프리 파이널(GPF, Grand Prix Final)은 ISU (국제빙상연맹)가 주관하는 대회이다. 1998년까지는 챔피언 시리즈 파이널(Champions Series Final)로 불렸다. 여자 싱글, 남자 싱글, 페어, 아이스댄싱의 네 종목으로 구성되어있다. 그랑프리 파이널은 ISU가 주관하는 6개의 예선전을 종합한 결승전이라고 할 수 있다. 6개의 시리즈는 지정된 나라에서 개최된다.
그랑프리 시리즈는 스케이트 아메리카 (Skate America, 미국), 스케이트 캐나다 (Skate Canada, 캐나다), 컵 오브 차이나 (Cup of China, 중국), 트로피 에릭 봉파르 (Trophee Eric Bompard, 프랑스), 로스텔레콤 컵(Rostelecom cup, 러시아), NHK 트로피 (NHK Trophy, 일본)를 포함한 총 여섯개의 시리즈가 있다.

## 대회 규정
그랑프리 각 대회는 남,여 싱글과 페어, 아이스댄싱 네 종목 모두에서 각각 12명이 출전하게 된다.
현재까지 그랑프리 대회는 총 6곳. 미국의 스케이트 아메리카, 캐나다의 스케이트 캐나다, 중국의 컵 오브 차이나, 러시아의 로스텔레콤 컵(前 컵 오브 러시아), 일본의 NHK 트로피, 프랑스의 트로피 에릭 봉파르에서 진행되고 있다.
한 선수(한 팀)당 2개의 대회에만 출전 가능하다. 출전한 2개 대회의 순위와 총점을 합산하여 가장 좋은 성적을 낸 선수 여섯(6팀)만이 그랑프리 파이널에 출전할 수 있다.
직전 시즌에 열린 세계선수권의 성적을 기초로 시드를 배정한다. 즉 1위, 2위, 3위는 서로 같은 대회에 배정받지 못하며 4위, 5위, 6위 또한 마찬가지이다.
그랑프리 파이널의 역사는 상대적으로 짧은 편이다. 대회의 중요도와 대회에 부여되는 ISU의 랭킹 포인트의 반영 비율 순서로 나열하면 동계 올림픽, 세계 피겨스케이팅 선수권 대회, 4대륙 선수권 및 유럽 선수권, 그랑프리 파이널, 그랑프리 순이며 총 6개대 회이다.

## 역대 그랑프리 파이널 입상자

### 남자 싱글
| 시즌      | 개최지                   | 금                  | 은                  | 동                  |
| 1995/1996 | 프랑스, 파리             | 알렉세이 우르마노프 | 엘비스 스토이코     | 에릭 미로트         |
| 1996/1997 | 캐나다, 해밀턴           | 엘비스 스토이코     | 토드 엘드리지       | 알렉세이 우르마노프 |
| 1997/1998 | 독일, 뮌헨               | 일리야 쿨릭         | 엘비스 스토이코     | 토드 엘드리지       |
| 1998/1999 | 러시아, 상트페테르부르크 | 알렉세이 야구딘     | 알렉세이 우르마노프 | 예브게니 플루셴코   |
| 1999/2000 | 프랑스, 리옹             | 예브게니 플루셴코   | 엘비스 스토이코     | 티모티 괴벨         |
| 2000/2001 | 일본, 도쿄               | 예브게니 플루셴코   | 알렉세이 야구딘     | 매튜 사보이         |
| 2001/2002 | 캐나다, 키치너           | 알렉세이 야구딘     | 예브게니 플루셴코   | 티모티 괴벨         |
| 2002/2003 | 러시아, 상트페테르부르크 | 예브게니 플루셴코   | 일리아 크림킨       | 브라이언 주베르     |
| 2003/2004 | 미국, 콜로라도스프링스   | 엠마뉴엘 산두       | 예브게니 플루셴코   | 마이클 와이스       |
| 2004/2005 | 중국, 베이징             | 예브게니 플루셴코   | 제프리 버틀         | 리 청지앙           |
| 2005/2006 | 일본, 도쿄               | 스테판 랑비엘       | 제프리 버틀         | 다카하시 다이스케   |
| 2006/2007 | 러시아, 상트페테르부르크 | 브라이언 주베르     | 다카하시 다이스케   | 오다 노부나리       |
| 2007/2008 | 이탈리아, 토리노         | 스테판 랑비엘       | 다카하시 다이스케   | 에반 라이사첵       |
| 2008/2009 | 대한민국, 고양           | 제레미 애봇         | 고즈카 다카히코     | 조니 위어           |
| 2009/2010 | 일본, 도쿄               | 에반 라이사첵       | 오다 노부나리       | 조니 위어           |
| 2010/2011 | 중국, 베이징             | 패트릭 챈           | 오다 노부나리       | 고즈카 다카히코     |
| 2011/2012 | 캐나다, 퀘벡             | 패트릭 챈           | 다카하시 다이스케   | 제레미 애봇         |
| 2012/2013 | 러시아, 소치             | 다카하시 다이스케   | 하뉴 유즈루         | 패트릭 챈           |
| 2013/2014 | 일본, 후쿠오카           | 하뉴 유즈루         | 패트릭 챈           | 오다 노부나리       |
| 2014/2015 | 스페인, 바르셀로나       | 하뉴 유즈루         | 하비에르 페르난데스 | 세르게이 보르노프   |
| 2015/2016 | 스페인, 바르셀로나       | 하뉴 유즈루         | 하비에르 페르난데스 | 우노 쇼마           |
| 2016/2017 | 프랑스, 마르세유         | 하뉴 유즈루         | 네이선 첸           | 우노 쇼마           |
| 2017/2018 | 일본, 나고야             | 네이선 첸           | 우노 쇼마           | 미카일 콜야다       |

### 여자 싱글
| 시즌      | 개최지                   | 금                    | 은                  | 동                  |
| 1995/1996 | 프랑스, 파리             | 미셸 콴               | 이리나 슬루츠카야   | 조시 초우이날드     |
| 1996/1997 | 캐나다, 해밀턴           | 타라 리핀스키         | 미셸 콴             | 이리나 슬루츠카야   |
| 1997/1998 | 독일, 뮌헨               | 타라 리핀스키         | 탄자 스즈크젠코     | 마리아 부탈스카야   |
| 1998/1999 | 러시아, 상트페테르부르크 | 타티아나 마리니나     | 마리아 부탈스카야   | 이리나 슬루츠카야   |
| 1999/2000 | 프랑스, 리옹             | 이리나 슬루츠카야     | 미셸 콴             | 마리아 부탈스카야   |
| 2000/2001 | 일본, 도쿄               | 이리나 슬루츠카야     | 미셸 콴             | 사라 휴즈           |
| 2001/2002 | 캐나다, 키치너           | 이리나 슬루츠카야     | 미셸 콴             | 사라 휴즈           |
| 2002/2003 | 러시아, 상트페테르부르크 | 사샤 코헨             | 이리나 슬루츠카야   | 비코토리아 볼크코바 |
| 2003/2004 | 미국, 콜로라도스프링스   | 수구리 후미에         | 사샤 코헨           | 아라카와 시즈카     |
| 2004/2005 | 중국, 베이징             | 이리나 슬루츠카야     | 아라카와 시즈카     | 조애니 로셰트       |
| 2005/2006 | 일본, 도쿄               | 아사다 마오           | 이리나 슬루츠카야   | 나카노 유카리       |
| 2006/2007 | 러시아, 상트페테르부르크 | 김연아                | 아사다 마오         | 사라 마이어         |
| 2007/2008 | 이탈리아, 토리노         | 김연아                | 아사다 마오         | 카롤리나 코스트너   |
| 2008/2009 | 대한민국, 고양           | 아사다 마오           | 김연아              | 카롤리나 코스트너   |
| 2009/2010 | 일본, 도쿄               | 김연아                | 안도 미키           | 스즈키 아키코       |
| 2010/2011 | 중국, 베이징             | 알리사 시즈니         | 카롤리나 코스트너   | 무라카미 카나코     |
| 2011/2012 | 캐나다, 퀘벡             | 카롤리나 코스트너     | 스즈키 아키코       | 알레나 레오노바     |
| 2012/2013 | 러시아, 소치             | 아사다 마오           | 애슐리 와그너       | 스즈키 아키코       |
| 2013/2014 | 일본, 후쿠오카           | 아사다 마오           | 율리아 리프니츠카야 | 애슐리 와그너       |
| 2014/2015 | 스페인, 바르셀로나       | 엘리자베타 뚝따미쉐바 | 옐레나 라디오노바   | 애슐리 와그너       |
| 2015/2016 | 스페인, 바르셀로나       | 예브게니아 메드베데바 | 미야하라 사토코     | 옐레나 라디오노바   |
| 2016/2017 | 프랑스, 마르세유         | 예브게니아 메드베데바 | 미야하라 사토코     | 안나 포고릴라야     |
| 2017/2018 | 일본, 나고야             | 알리나 자기토바       | 마리아 소츠코바     | 케이틀린 오스먼드   |

### 페어
| 시즌      | 개최지                   | 금                                      | 은                                  | 동                                  |
| 1995/1996 | 프랑스, 파리             | 에브게니아 쉬시코바 바딤나우모브        | 마리나 엘트소바 안드레이 부시코브   | 맨디 위트젤 인고 스토우어           |
| 1996/1997 | 캐나다, 해밀턴           | 맨디 위트젤 인고 스토우어               | 옥사나 카자코바 알투르 드미트리에브 | 마리나 엘트소바 안드레이 부시코브   |
| 1997/1998 | 독일, 뮌헨               | 옐레나 베레즈나야 안톤 시카룰리제       | 맨디 위트젤 인고 스토우어           | 옥사나 카자코바 알투르 드미트리에프 |
| 1998/1999 | 러시아, 상트페테르부르크 | 선쉐 자오훙보                           | 옐레나 베레즈나야 안톤 시카룰리제   | 마리아 페트로바 알렉세이 티호노프   |
| 1999/2000 | 프랑스, 리옹             | 선쉐 자오훙보                           | 사라 아비트볼 스테판 베르나디스     | 옐레나 베레즈나야 안톤 시카룰리제   |
| 2000/2001 | 일본, 도쿄               | 제이미 살레 데이비드 펠레티어           | 옐레나 베레즈나야 안톤 시카룰리제   | 선쉐 자오훙보                       |
| 2001/2002 | 캐나다, 키치너           | 제이미 살레 데이비드 펠레티어           | 옐레나 베레즈나야 안톤 시카룰리제   | 선쉐 자오훙보                       |
| 2002/2003 | 러시아, 상트페테르부르크 | 타티아나 토트미아니나 막심 마리닌       | 선쉐 자오훙보                       | 마리아 페트로바 알렉세이 티호노바   |
| 2003/2004 | 미국, 콜로라도스프링스   | 선쉐 자오훙보                           | 타티아나 토트미아니나 막심 마리닌   | 마리아 페트로바 알렉세이 티호노바   |
| 2004/2005 | 중국, 베이징             | 선쉐 자오훙보                           | 마리아 페트로바 알렉세이 티호노바   | 팡칭 퉁젠                           |
| 2005/2006 | 일본, 도쿄               | 타티아나 토트미아니나 막심 마리닌       | 장단 장하오                         | 알리오나 사브첸코 로빈 졸코비       |
| 2006/2007 | 러시아, 상트페테르부르크 | 선쉐 자오훙보                           | 알리오나 사브첸코 로빈 졸코비       | 장단 장하오                         |
| 2007/2008 | 이탈리아, 토리노         | 알리오나 사브첸코 로빈 졸코비           | 장단 장하오                         | 팡칭 퉁젠                           |
| 2008/2009 | 대한민국, 고양           | 팡칭 퉁젠                               | 장단 장하오                         | 알리오나 사브첸코 로빈 졸코비       |
| 2009/2010 | 일본, 도쿄               | 선쉐 자오훙보                           | 팡칭 퉁젠                           | 알리오나 사브첸코 로빈 졸코비       |
| 2010/2011 | 중국, 베이징             | 알리오나 사브첸코 로빈 졸코비           | 팡칭 퉁젠                           | 쑤이원징 한충                       |
| 2011/2012 | 캐나다, 퀘백             | 알리오나 사브첸코 로빈 졸코비           | 타티야나 볼로소자르 막심 트란코프   | 유코 가바구치 알렉산더 스미르노프   |
| 2012/2013 | 러시아, 소치             | 타티아나 볼로소바 막심 트란코프         | 베라 바자로바 유리 라리오노프       | 팡칭 퉁젠                           |
| 2013/2014 | 일본, 후쿠오카           | 알리오나 사브첸코 로빈 졸코비           | 타티야나 볼로소자르 막심 트란코프   | 팡칭 퉁젠                           |
| 2014/2015 | 스페인, 바르셀로나       | 메건 두하멜 에릭 레드포드               | 크세니야 스톨보바 페도르 클리모프   | 쑤이원징 한충                       |
| 2015/2016 | 스페인, 바르셀로나       | 크세니야 스톨보바 페도르 쿨리모프       | 메건 두하멜 에릭 래드포드           | 유코 가바구치 알렉산더 스미르노프   |
| 2016/2017 | 프랑스, 마르세유         | 예브게니아 타라소바 블라디미르 모로조프 | 위샤오위 장하오                     | 메건 두하멜 에릭 레드포드           |
| 2017/2018 | 일본, 나고야             | 알리오나 사브첸코 브루노 마소           | 쑤이원징 한충                       | 메건 두하멜 에릭 레드포드           |

### 아이스댄싱
| 시즌      | 개최지                   | 금                                      | 은                                      | 동                                      |
| 1995/1996 | 프랑스, 파리             | 옥사나 그리슉 예브게니 플라토프         | 안젤리카 크리로바 오레그 오브시아니코프 | 마리나 아니시나 그웬달 페저라           |
| 1996/1997 | 캐나다, 해밀턴           | 셰린 본 빅터 크라츠                     | 안젤리카 크리로바 오레그 오브시아니코브 | 마리나 아니시나 그웬달 페제라           |
| 1997/1998 | 독일, 뮌헨               | 파샤 그리슉 예브게니 플라토프           | 셰린 본 빅터 크라츠                     | 마리나 아니시나 그웬달 페제라           |
| 1998/1999 | 러시아, 상트페테르부르크 | 안젤리카 크리로바 오레그 오브시아니코브 | 마리나 아니시나 그웬달 페제라           | 마가리타 드로비아즈코 포비라스 바나가스 |
| 1999/2000 | 프랑스, 리옹             | 마리나 아니시나 그웬달 페제라           | 바바라 푸사포리 마우리지오 마가그리오   | 마가리타 드로비아즈코 포비라스 바나가스 |
| 2000/2001 | 일본, 도쿄               | 바바라 푸사포리 마우리지오 마가그리오   | 이리나 로바체바 이리아 아베르부크       | 마가리타 드로비아즈코 포비라스 바나가스 |
| 2001/2002 | 캐나다, 키치너           | 셰린 본 빅터 크라츠                     | 마리나 아니시나 그웬달 페제라           | 마가리타 드로비아즈코 포비라스 바나가스 |
| 2002/2003 | 러시아, 상트페테르부르크 | 이리나 로바체바 일리아 아베르부크       | 타티아나 나브카 로만 코스토마로프       | 알베나 덴코바 막심 스타비스키           |
| 2003/2004 | 미국, 콜로라도스프링스   | 타티아나 나브카 로만 코스토마로프       | 알베나 덴코바 막심 스타비스키           | 타니스 벨빈 벤저민 아고스토             |
| 2004/2005 | 중국, 베이징             | 타티아나 나브카 로만 코스토마로프       | 타니스 벨빈 벤저민 아고스토             | 알베나 덴코바 막심 스타비스키           |
| 2005/2006 | 일본, 도쿄               | 타티아나 나브카 로만 코스토마로프       | 옐레나 그루쉬나 루스란 곤차로프         | 마리프랑스 뒤브릴 파트리스 라우종       |
| 2006/2007 | 러시아, 상트페테르부르크 | 알베나 덴코바 막심 스타비스키           | 마리프랑스 뒤브릴 파트리스 라우종       | 옥사나 돔니나 막심 샤발린               |
| 2007/2008 | 이탈리아, 토리노         | 옥사나 돔니나 막심 샤발린               | 타니스 벨빈 벤저민 아고스토             | 이자벨 델로벨 올리비에 쇤펠더           |
| 2008/2009 | 대한민국, 고양           | 이자벨 델로벨 올리비에 쇤펠더           | 옥사나 돔니나 막심 샤발린               | 메릴 데이비스 찰리 화이트               |
| 2009/2010 | 일본, 도쿄               | 메릴 데이비스 찰리 화이트               | 테사 버츄 스캇 모이어                   | 나탈리 페샬라 파비앙 부르자             |
| 2010/2011 | 중국, 베이징             | 메릴 데이비스 찰리 화이트               | 나탈리 페샬라 파비앙 부르자             | 바네사 크론 폴 포이리어                 |
| 2011/2012 | 캐나다, 퀘벡             | 메릴 데이비스 찰리 화이트               | 테사 버츄 스캇 모이어                   | 나탈리 페샬라 파비앙 부르자             |
| 2012/2013 | 러시아, 소치             | 메릴 데이비스 찰리 화이트               | 테사 버츄 스캇 모이어                   | 나탈리 페샬라 파비앙 부르자             |
| 2013/2014 | 일본, 후쿠오카           | 메릴 데이비스 찰리 화이트               | 테사 버츄 스캇 모이어                   | 나탈리 페샬라 파비앙 부르자             |
| 2014/2015 | 스페인, 바르셀로나       | 케이틀린 위버 앤드류 포제               | 메디슨 척 에반 베이츠                   | 가브리엘라 파파다키스 기욤 시제롱       |
| 2015/2016 | 스페인, 바르셀로나       | 케이틀린 위버 앤드류 포제               | 메디슨 척 에반 베이츠                   | 안나 카펠리니 루카 라노테               |
| 2016/2017 | 프랑스, 마르세유         | 테사 버츄 스캇 모이어                   | 가브리엘라 파파다키스 기욤 시제롱       | 마이아 시부타니 알렉스 시부타니         |
| 2017/2018 | 일본, 나고야             | 가브리엘라 파파다키스 기욤 시제롱       | 테사 버츄 스캇 모이어                   | 마이아 시부타니 알렉스 시부타니         |

## 나라별 메달 집계
| 순위 | 나라         | 금 | 은 | 동 | 합계 |
| 1위  | 러시아       | 31 | 28 | 21 | 80   |
| 2위  | 미국         | 13 | 12 | 17 | 42   |
| 3위  | 일본         | 10 | 15 | 11 | 36   |
| 4위  | 캐나다       | 12 | 14 | 8  | 34   |
| 5위  | 중국         | 7  | 8  | 10 | 25   |
| 6위  | 프랑스       | 4  | 5  | 11 | 20   |
| 7위  | 독일         | 6  | 3  | 4  | 13   |
| 8위  | 대한민국     | 3  | 1  | 0  | 4    |
| 9위  | 이탈리아     | 2  | 2  | 3  | 7    |
| 10위 | 불가리아     | 1  | 1  | 2  | 4    |
| 11위 | 리투아니아   | 0  | 0  | 4  | 4    |
| 12위 | 스위스       | 2  | 0  | 1  | 3    |
| 13위 | 스페인       | 0  | 2  | 0  | 2    |
| 14위 | 우즈베키스탄 | 1  | 0  | 0  | 1    |
| 15위 | 우크라이나   | 0  | 1  | 0  | 1    |

## 같이 보기
- 세계 피겨스케이팅 선수권 대회
- 유럽 피겨스케이팅 선수권 대회